# Darkness in the Light
Albums de Unearth
The March
(2008)
Darkness in the Light est le cinquième album du groupe de Metalcore américain Unearth. L'album sortira le 4 juillet 2011 sous le label Metal Blade Records. Sans batteur Unearth fait appel au batteur de Killswitch Engage : Justin Foley.

## Liste des titres
1. Watch it Burn - 4:06
2. Ruination of the Lost - 3:35
3. Shadows of the Light - 3:45
4. Eyes of Black - 3:53
5. Last Wish - 3:06
6. Arise The War Cry - 3:55
7. Equinox - 2:58
8. Coming of the Dark - 3:07
9. The Fallen - 3:35
10. Overcome - 3:11
11. Desillusion - 3:37

## Composition du groupe
- Trevor Phipps – chant
- Ken Suzi – guitare
- Buz McGrath – guitare
- John Maggard – basse
- Justin Foley – batterie

Production
- Produit par Adam Dutkiewicz
- Mixé par Mark Lewis